# Jamesia papulenta
Jamesia papulenta là một loài bọ cánh cứng trong họ Cerambycidae.